# هلن هورتون
هلن هورتون (انگلیسی: Helen Horton؛ ‏ ۲۱ نوامبر ۱۹۲۳ – ۲۸ سپتامبر ۲۰۰۷) بازیگر اهل ایالات متحده آمریکا بود.
از فیلم‌ها یا برنامه‌های تلویزیونی که وی در آن نقش داشته‌است، می‌توان به پوآرو، نبرد رود پلاته، رئیس، بنی هیل شو، لبه تیغ، چشم گاو، خانم مارپل، سوپرمن ۳، شب بی‌پایان، بیگانه، مرحله چهارم اشاره کرد.